# Radim Tesařík
Radim Tesařík (16. června 1974, Vsetín, Československo) je bývalý český hokejista. Hrál na postu obránce. Nejvíce titulů získal s týmem VHK ROBE Vsetín kam se v roce 2015 po odchodu z Extraligy vrátil aby klubu pomohl s návratem z 2. ligy zpět do profesionální soutěže (WSM ligy). V roce 2016 ukončil oficiálně kariéru a stal se členem vedení klubu Vsetína, kde působí doposud jako sportovní manažer (sezóna 2019/20).

## Hráčská kariéra
- 1992-93 AC ZPS Zlín
- 1993-94 AC ZPS Zlín
- 1994-95 AC ZPS Zlín
- 1995-96 AC ZPS Zlín
- 1996-97 AC ZPS Zlín
- 1997-98 HC Petra Vsetín
- 1998-99 HC Slovnaft Vsetín
- 1999-00 Vsetínská hokejová
- 2000-01 HC Slovnaft Vsetín
- 2001-02 HC Vítkovice
- 2002-03 HC Vítkovice, Lokomotiv Jaroslavl Rusko
- 2003-04 HC Hamé Zlín
- 2004-05 HC Hamé Zlín
- 2005-06 HC Oceláři Třinec
- 2006-07 HC Oceláři Třinec
- 2007-08 HC Znojemští Orli
- 2008-09 HC Znojemští Orli
- 2009-10 HC Slovan Bratislava
- 2010-11 HC Olomouc CZE 2, VHK Vsetín CZE 3
- 2011-12 PSG Zlín
- 2012-13 PSG Zlín
- 2013-14 PSG Zlín
- 2014-15 PSG Zlín (Po vzájemné dohodě ukončil angažmá 30.10.2014), VHK Vsetín
- 2015-16 VHK Vsetín